# Helen Dorn: Der Pakt
Der Pakt ist die vierte Folge der ZDF-Kriminalfilmreihe Helen Dorn mit Anna Loos in der Titelrolle. Die Dreharbeiten erfolgten unter Regie von Johannes Grieser in Köln, Düsseldorf und Umgebung. Die Erstausstrahlung als Samstagskrimi am 7. November 2015 erreichte 5,65 Millionen Zuschauer und einen Marktanteil von 18,7 Prozent. In der Zielgruppe erreichte der Film 0,90 Millionen Zuschauer, was einen Marktanteil von 9,0 Prozent bedeutete.
Helen Dorn ermittelt hier zum letzten Mal mit Gregor Georgi. Darsteller Matthias Matschke wechselte in die ARD zum Magdeburger Polizeiruf 110 als Kommissar Köhler.

## Handlung
In Meerbusch wird der gerade in einem Revisionsverfahren freigesprochene Sexualstraftäter Carsten Schneider erhängt in einer Fabrikhalle gefunden. Neben Kriminalhauptkommissarin Helen Dorn und ihrem Kollegen Georgi ist auch der pensionierte Kommissar Becker von der Kriminalpolizei an dem Fall interessiert. Er hatte seinerzeit zusammen mit Helens Vater den Fall bearbeitet. Gegen alle Zweifel ihrer Kollegen gelingt es Helen Dorn nachzuweisen, dass sich Schneider nicht selbst erhängt haben kann, sondern ermordet wurde. Entsprechend ermittelt sie im Umfeld der ihm vorgeworfenen Sexualstraftat. Allerdings erhält sie auch einen Hinweis, dass sich Schneider im Gefängnis mit einem Drogendealer angelegt hatte, der eigentlich noch eine längere Haftstrafe zu verbüßen hat, aber einen Tag vor Schneiders Tod fliehen konnte. Ehe sich Helen Dorn weiter auf ihn als Täter festlegen kann, erfolgt ein weiterer Mord, der mit dem Vergewaltigungsfall gegen Schneider im Zusammenhang steht. Richterin Hoppe wurde in ihrem Haus erschlagen. Sie hatte kurz zuvor Helen Dorn kontaktiert, um ihr etwas wichtiges mitzuteilen. Somit konzentriert sich die Kommissarin wieder auf die Sexualstraftat, aber alle Verdächtigen haben ein Alibi. Nachdem sich Kommissar Georgi mit den Unterlagen beschäftigt, die die Richterin kurz vor ihrem Tod vom Amtsgericht angefordert hatte, fällt ihm auf, dass der Tathergang beider Verbrechen Parallelen zu zwei Morden aufweist, die vor einigen Jahren begangen und nie aufgeklärt wurden, weil sie als Selbstmorde eingestuft wurden. Seinerzeit war Helens Vater noch im Amt, auch damals wurden ein Richter und ein psychiatrischer Gutachter ebenfalls tot aufgefunden. Es gab Vermutungen, dass ein ermittelnder Beamter Beweise unterschlagen hätte, was jedoch nicht bewiesen werden konnte. Damit geraten nun sowohl Helens Vater als auch sein damaliger Kollege Becker für Georgi unter Verdacht. Helen will davon zunächst nichts hören, aber es lässt ihr keine Ruhe und sie befragt ihren Vater. Dieser steht nach wie vor zu seinem Verhalten, sich für Becker eingesetzt zu haben, schließlich gehörte er zu seiner Abteilung. Doch Helen kann mittlerweile Becker nachweisen, dass er vor lauter Diensteifer den Pfad der Gerechtigkeit verlassen hatte. Becker ist aber nicht selbst schuldig geworden, er hatte mit seinen Manipulationen versucht, seinen Freund Joachim Freynik zu schützen. Da nun mit Schneiders Freispruch und dem Zweifel der Richterin die Arbeit zunichtegemacht worden wäre, hatte er auch sie umgebracht. Um sich nun den neuen Verdächtigungen zu entziehen, will Freynik Richard Dorn als unliebsamen Mitwisser umbringen. Als Becker sich dazwischen stellt, erschießt er ihn. Helen Dorn kann im letzten Moment verhindern, dass Freynik auch noch ihren Vater erschießt und nimmt ihn fest.

## Kritik
Rainer Tittelbach von tittelbach.tv schrieb: In diesem „gradlinigen, klassischen Fall“ wird mit dem „Einstieg, […] gleich Aufmerksamkeit erzeugt, […] die Ermittlungen [sind] solide, aber auch konventionell.“ „‚Helen Dorn – Der Pakt‘ ist ein überraschungsarmer Krimi mit einem überkonstruierten Szenario, einigen bekannten Gesichtern in kleineren Rollen und einer routinierten Inszenierung.“
Die Redaktion von TV Spielfilm beurteilte den „solide[n] Krimi über Rache und Ohnmachtsgefühle“ mit dem „Daumen nach oben“ und meint lobend: „Verzwickter Fall, Krimi ohne Mätzchen“.